# Li Yi
Pour les articles homonymes, voir Li.
Dans ce nom, le nom de famille, Li, précède le nom personnel.
Li Yi (chinois 李益, pinyin Lǐ Yì), ou Li Y, né en 748, mort en 829, est un poète chinois de l'époque Tang dont trois des poèmes figurent dans le recueil Trois cents poèmes des Tang. Il fut gouverneur d'une cité importante avant de prendre une retraite prématurée et jouissive.

## Œuvre
C'est le marquis d'Hervey de Saint-Denys en 1862 puis à sa suite le sinologue anglais Herbert Giles qui le firent découvrir en Occident. Le plus fameux de ces trois poèmes fut traduit de l'anglais en 1907 par Henri-Pierre Roché puis mis en musique par Albert Roussel (opus XLVII) en 1932.
Sous la lune le palais résonne

Des sons, des luths et des chansons.

Il me semble que l'on a rempli

La clepsydre de la mer entière

Pour faire que cette longue nuit

Ne finisse jamais pour moi.
— Favorite délaissée
露湿晴花春殿香

月明歌吹在昭阳

似将海水添宫漏

共滴长门一夜长
— 宫怨